# Julia von Juni
Julia von Juni (* 2. Juni 1975 in St. Pölten) ist eine österreichische Schauspielerin und Autorin, die vor allem durch die Rolle der Kellnerin Erika in der Fernsehserie Um Himmels Willen bekannt wurde.

## Leben
Julia von Juni kam als 5-Jährige mit der Bühne in Kontakt und konnte bei Produktionen des Landestheaters Niederösterreich als Ballettelevin mitwirken. Ab 1996 nahm sie Schauspielunterricht und schloss 1999 vor der Paritätischen Kommission in Wien ab.
Seit 2000 ist sie in verschiedenen Fernsehserien und Filmen zu sehen. Außerdem spielte sie Theater in Bozen, München und Wien.
Von 2005 bis 2014 war sie beim Bayerischen Rundfunk München für Sehen statt Hören als Autorin und Sprecherin tätig.
2019 erschien ihr erstes Kinderbuch „Olaf Hoppel und die Geheimsprache“ zum Thema Gebärdensprache und Gehörlosigkeit.

## Auszeichnungen
Nominierung
2017: Liese-Prokop-Frauenpreis, Kategorie Soziales und Generationen Anerkennungspreis im Zuge der Autorenlesung und Sensibilisierungs-Workshops
Auszeichnung
2006: Preis beim DEGETH (Deutsches Gebärdentheaterfestival) für den besten Text und die Inszenierung von „Kollege Shakespeare“ mit gehörlosen Darstellern

## Werk

### Filmografie (Auswahl)
- 2000: Sommerwind
- 2000–2003: Samt und Seide
- 2001–2020: Um Himmels Willen
- 2001: Wilder Kaiser
- 2001: Was ist bloß mit meinen Männern los
- 2002: Munich Mambo
- 2002: SOKO 5113
- 2003: Abgefahren – Mit Vollgas in die Liebe
- 2004: Alpha Team
- 2004: St. Angela
- 2004: Die Rosenheim-Cops
- 2004: Der Bergpfarrer
- 2004–2006: Mit Herz und Handschellen
- 2005: Im Himmel schreibt man Liebe anders
- 2007: Der Alte – Folge 316: Tag der Rache
- 2006: Das Beste aus meinem Leben
- 2006: SOKO Kitzbühel
- 2006: Forsthaus Falkenau
- 2007: Zwei Herzen und ein Edelweiß
- 2007: Das Zimmer im Spiegel
- 2007: Zwei Ärzte sind einer zu viel
- 2009: Schnell ermittelt
- 2010: Deaf Blues
- 2010: Blackout
- 2011: Heiter bis tödlich: Hubert und Staller – Kleine Fische, große Fische
- 2018: Vorsicht Betrug (Folge Falsche Polizei)
- 2019: Aktenzeichen XY
- 2019: Bergdoktor
- 2024: Frühling: Blick ins Morgen

### Publikation
2019: Olaf Hoppel und die Geheimsprache, MyMorawa-Verlag, ISBN 978-3-99070-557-5.